# Martim Francisco
Martim Francisco Ribeiro de Andrada (Barbacena, 21 febbraio 1928 – Belo Horizonte, 22 giugno 1982) è stato un allenatore di calcio brasiliano.

## Carriera
Comincia la sua carriera di allenatore sulla panchina del Vasco da Gama, con cui vince il Campionato carioca nel 1956.
Nella stagione 1958-1959 passa all'Athletic Bilbao, con cui rimane due stagioni complete, venendo esonerato nella terza.
Seguono esperienze alla guida di Elche, Betis Siviglia e Deportivo La Coruna.
Nell'estate 1967 Martim Francisco con il club brasiliano del Bangu disputò il campionato nordamericano organizzato dalla United Soccer Association: accadde infatti che tale campionato fu disputato da formazioni europee e sudamericane per conto delle franchigie ufficialmente iscritte al campionato, che per ragioni di tempo non avevano potuto allestire le proprie squadre. Il Bangu, allenato proprio da Martim Francisco, rappresentò gli Houston Stars, che concluse la Western Division, con 4 vittorie, 4 pareggi e 4 sconfitte, al quarto posto finale.

## Palmarès
- Campionato Mineiro: 2

Vila Nova AC: 1951
Atlético Mineiro: 1953
- Taça Minas Gerais

Vila Nova AC: 1977
- Campionato carioca: 1

Vasco da Gama: 1956
- Campionato Brasiliense:  (Brasília (DF) 1

Sociedade Esportiva do Gama: 1979